# Гамильтон, Джеймс, 1-й герцог Гамильтон
Джеймс Гамильтон (англ. James Hamilton); 19 июня 1606, Гамильтон — 9 марта 1649, Вестминстер), 1-й герцог Гамильтон (с 1643 года), 6-й граф Арран, 2-й граф Кембридж и 3-й маркиз Гамильтон (с 1625 года), 1-й маркиз Клайдсдейл (с 1643 года) — крупный шотландский государственный деятель периода Английской революции и один из главных сторонников короля Карла I. Казнен по решению английского парламента после провала возглавляемой Гамильтоном экспедиции «ингейджеров».

## Молодые годы
Джеймс Гамильтон был старшим сыном Джеймса, 2-го маркиза Гамильтон, и леди Анны Каннингем. Род Гамильтонов считался первым по знатности в Шотландии после Стюартов и сохранял права на наследование шотландского престола. Детство Гамильтон провёл в Шотландии, под опекой своей матери, ярой протестантки, а в 1620 году он прибыл в Лондон ко двору короля Якова I. В возрасте шестнадцати лет Джеймс женился на племяннице королевского фаворита маркиза Бекингема Мэри Филдинг, происходящей из не слишком знатного английского рода. Этот мезальянс причинял Гамильтону неудовольствие на протяжении всей его жизни.
В 1623 году Гамильтон сопровождал наследника английской и шотландской корон принца Карла в Испанию и во время этой поездки сблизился с ним. По возвращении в Лондон Джеймс занял одно из первых мест при Карле, который в 1625 году стал королём. В том же году умер и отец Джеймса, оставив своему сыну обширные земельные владения в Англии и Шотландии и титул маркиза Гамильтон. В 1628 году Джеймс получил пост королевского конюшего, один из высших в придворной иерархии.
В 1631 году молодой маркиз, набрав шеститысячную армию в Англии и Шотландии, отправился в Германию служить в войсках шведского короля Густава II Адольфа, лидера протестантского лагеря в Тридцатилетней войне. Большая часть солдат Гамильтона умерла от болезней ещё до начала военных действий. В 1632 году по приказу короля маркиз вернулся в Англию, однако сохранил связи с европейскими протестантами и в дальнейшем лоббировал перед Карлом I интересы Густава Адольфа и курфюрста Пфальцского.
В марте 1633 года Гамильтон был включён в состав Тайного совета короля и во время визита короля в Шотландию участвовал в переговорах с шотландскими сословиями об условиях введения налогообложения. Несмотря на то, что маркиз практически не бывал в Шотландии и в значительной степени англизировался, он оставался главным советником короля по шотландским вопросам (за исключением религиозных проблем). Это способствовало росту антагонизма между Карлом I и шотландскими баронами и привело к ряду непоправимых ошибок в королевской политике.
В этот период Джеймс Гамильтон активно занимался меценатством, коллекционировал произведения итальянских художников. Он также участвовал в нескольких коммерческих предприятиях, принесших ему дополнительный доход.

## Представитель короля
Когда в 1637 году в Шотландии вспыхнуло восстание, направленное на защиту пресвитерианской религии против англиканских нововведений короля, Джеймс Гамильтон 8 мая 1638 года был назначен представителем Карла I в Шотландии и отправлен на переговоры с лидерами шотландских ковенантеров. Поскольку маркиз происходил из уважаемой протестантской семьи и не был замечен в симпатиях к католицизму, король надеялся, что он сможет завоевать доверие восставших. Гамильтон привёз шотландцам предложения Карла I по приостановке церковных реформ под условием отказа восставших от «Национального ковенанта». Король пытался лишь выиграть время и не желал идти на уступки, способные умалить абсолютный характер королевской власти.
В Шотландии Гамильтон обнаружил, что его предложения ни у кого не встречают понимания. Шотландское общество, включая высшую аристократию, сплотилось вокруг Ковенанта. Даже члены Тайного совета (Лорн, граф Траквер и другие) симпатизировали ковенантскому движению. В результате в июле 1638 года Гамильтон был вынужден вернуться в Англию, не достигнув никаких результатов. Восстание продолжало развиваться, ковенантеры закупали оружие, готовясь к сопротивлению в случае военной интервенции короля. Карлу I пришлось отменить англиканские церковные каноны в Шотландии и созвать генеральную ассамблею шотландской церкви.
В ноябре 1638 года маркиз вернулся в Шотландию, чтобы в качестве представителя короля участвовать в заседаниях генеральной ассамблеи. Подавляющее большинство депутатов ассамблеи составили ковенантеры, что позволило принять решения не только об осуждении попыток англиканских нововведений в пресвитерианское богослужение, но и о ликвидации епископата. Гамильтон пытался не допустить утверждения решения против епископов и приказал распустить ассамблею, однако депутаты не подчинились и продолжили заседания. Упразднение епископата означало разрыв ковенантеров с королём, и в 1639 году начались Епископские войны между шотландцами и Карлом I.
В период Первой епископской войны Гамильтон возглавил королевский флот, который должен был высадить десант на шотландском побережье. По свидетельству современников, мать Гамильтона, ярая пресвитерианка леди Каннингем, узнав об этом, лично прибыла в Лейт, заявив, что собственноручно убьёт сына, если он высадит английские войска в Шотландии. В любом случае экспедиция Гамильтона провалилась: лишь одному кораблю из королевской эскадры удалось достигнуть гавани Абердина, но и его солдаты вскоре были разбиты ковенатской армией Монтроза. В то же время королевские войска, пытавшиеся вторгнуться в Шотландию с юга, были остановлены у Берика Александром Лесли. Король был вынужден пойти на перемирие, а Гамильтон в июле 1639 года сложил с себя полномочия королевского представителя.

## Переговоры в Шотландии
Во время Второй епископской войны Гамильтон, осознав невозможность силового решения шотландской проблемы, выступал против идей короля привлечь к подавлению ковенантеров ирландских католиков. Маркиз несколько раз посещал Шотландию, пытаясь убедить лидеров ковенантского движения перейти на сторону короля. Одновременно он боролся против влияния на Карла I со стороны графа Страффорда, сторонника массированного военного удара по шотландцам, и поддержал импичмент графа английским парламентом в 1641 году. В свою очередь Гамильтон стремился убедить короля пойти на определённые уступки шотландцам, включая возможное утверждение Ковенанта, без которых, по мнению маркиза, было не возможно достичь умиротворения в стране и остановить революционные преобразования.
Летом 1641 года Гамильтон сопровождал Карла I во время его визита в Шотландию. Маркиз даже пошёл на союз с графом Аргайлом, одним из лидеров радикальной группировки ковенантеров, и участвовал в борьбе последнего с Монтрозом. Интриги Гамильтона несколько укрепили его позиции в среде ковенантеров, однако не принесли пользы роялистам.
В 1642 году, с началом гражданской войны в Англии, Гамильтон вернулся в Шотландию с целью воспрепятствовать вступлению ковенантеров в войну на стороне английского парламента. Для этого маркиз предлагал шотландскому правительству определённые церковные уступки со стороны короля (например, гарантию неприкосновенности пресвитерианства в Шотландии). Такая деятельность Гамильтона рассорила с ним Аргайла, поддерживавшего идею шотландской интервенции в Англию, и не способствовала его объединению с Монтрозом, выступавшим против уступок ковенантерам. Гамильтону удалось убедить Тайный совет Шотландии объявить о поддержке короля, однако в генеральной ассамблее большинство по-прежнему принадлежало радикалам. В апреле 1643 года в благодарность за работу Гамильтона Карл I присвоил ему титул герцога.
Летом 1643 года генеральная ассамблея утвердила «Торжественную лигу и Ковенант», которая оформила военно-религиозный союз английского и шотландского парламентов против короля. В обмен на шотландские войска парламент Англии согласился реформировать английскую церковь по пресвитерианскому образцу. Это было крахом политики умиротворения, проводимой Гамильтоном. Прибыв в ноябре 1643 года ко двору короля в Оксфорд, герцог был арестован по обвинению в измене и заключен под стражу в замок Пенденнис, Корнуолл. В начале 1644 года шотландские войска вступили на территорию Англии и объединились с армией английского парламента.
Провал Гамильтона объяснялся не только усилением радикальных тенденций в ковенантском движении, но и неуступчивой позицией короля, который, даже в условиях поражений и кризиса, не желал поступиться своими религиозными принципами.

## Ингейджмент
Военная поддержка, оказанная шотландцами английскому парламенту, вызвала в середине 1644 года начало гражданской войны в самой Шотландии. Во главе войск роялистов встал выдающийся полководец маркиз Монтроз, назначенный 1 февраля 1644 года наместником короля в Шотландии. Гамильтон, находясь под арестом, не мог оказать поддержку роялистам. Серия триумфальных побед Монтроза завершилась 13 сентября 1645 года полным разгромом его армии в сражении при Филипхоу. Это означало провал попытки силового решения шотландской проблемы.
В апреле 1646 года Гамильтон был освобожден из-под ареста победоносной армией английского парламента. Он немедленно направился к королю, который в это время был вынужден сдаться на милость шотландцам. Вернув себе доверие Карла I, герцог возобновил свои усилия по убеждению короля пойти на уступки ковенантерам. Однако, даже находясь в плену, Карл I не пошёл на компромисс. Это была фатальная ошибка короля: в январе 1647 года он был выдан англичанам, а в июле того же года захвачен «индепедентами» — представителями радикальной секты республиканской направленности, которые контролировали английскую армию.
Приход к власти в Англии осенью 1647 года «индепендентов» во главе с Оливером Кромвелем свидетельствовал о крахе надежд шотландцев на пресвитерианские реформы в Англии. Это создало благоприятную почву для возобновления переговоров с королём. 27 декабря представители парламента Шотландии заключили соглашение с Карлом I, известное под названием «Ингейджмент», в соответствии с которым, взамен на согласие короля установить в Англии пресвитерианство на три года, Шотландия обязалась оказать ему военную помощь. «Ингейджмент» стал главным достижением длительной работы Гамильтона по нахождению линии компромисса между королём и ковенантерами.
Весной 1648 года «Ингейджмент» был утвержден парламентом Шотландии, и в стране началось формирование армии, призванной выступить на помощь королю. Во главе этой армии встал герцог Гамильтон. В мае 1648 года шотландские войска вступили на территорию Англии. Будучи неплохим политиком, Гамильтон, однако, не отличался талантами военачальника. Несмотря на значительное численное превосходство, шотландская армия была 17—19 августа полностью разбита Оливером Кромвелем в битве при Престоне. Гамильтон пытался уйти от преследовавших его англичан, но 25 августа 1648 года был пленён.

## Казнь Гамильтона
Палата лордов английского парламента предложила освободить Гамильтона под условием выплаты им штрафа в размере 100 тысяч фунтов стерлингов, однако в декабре 1648 года парламент был практически полностью разогнан по приказу Кромвеля. Герцог был помещен в тюрьму Виндзорского замка. По некоторым данным, Оливер Кромвель предлагал сохранить Гамильтону жизнь в обмен на раскрытие имён английских дворян, поддерживавших экспедицию «ингейджеров». Герцог отказался и в феврале 1649 года, после казни короля Карла I, предстал перед английским судом. Гамильтон был признан виновным в измене и 9 марта 1649 года обезглавлен в Вестминстере.